# Epirrhoe rivata
Epirrhoe rivata Hübner, 1813 è un lepidottero appartenente alla famiglia Geometridae, diffuso in Europa.

## Biologia

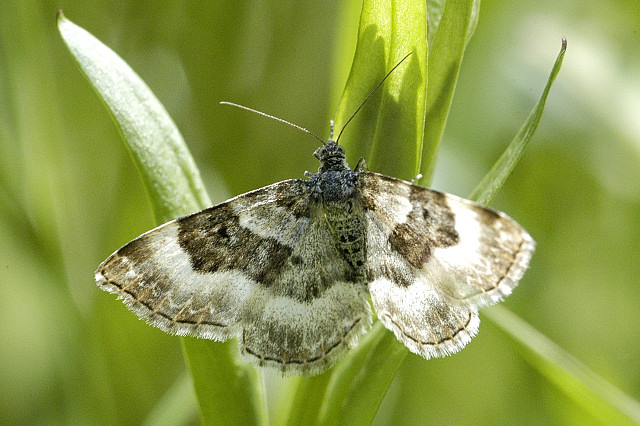

Il bruco può essere ritrovato da luglio a ottobre, generalmente su piante del genere Galium; sverna come pupa nel terreno, e l'adulto appare dalla fine di giugno fino all'inizio di agosto; ha un'apertura alare di 24-29 mm. È facilmente confondibile con altre falene del genere Epirrhoe, in particolare Epirrhoe alternata ed Epirrhoe tartuensis.

## Distribuzione e habitat
È diffusa in gran parte d'Europa, eccetto alcune isole (Sardegna, Baleari, Irlanda, Islanda e isole dell'artico) e alcune regioni orientali; in Inghilterra è limitata al sud; in Italia è attestata ovunque, e particolarmente in Piemonte, Trentino-Alto Adige, Veneto, Friuli-Venezia Giulia, Emilia-Romagna, Marche, Lazio, Abruzzo, Calabria, Sicilia e Basilicata, ma non in Sardegna. 
Può essere rinvenuta in pressoché qualunque habitat, a parte generalmente le paludi.